# مريديث شيلدون
مريديث شيلدون (بالإنجليزية: Meredith Sheldon)‏ هي مغنية وكاتبة غنائية أمريكية، ولدت في 20 أكتوبر 1988 في بيركيلي في الولايات المتحدة.

## وصلات خارجية
- مريديث شيلدون على موقع ميوزك برينز (الإنجليزية)